# Saská zahrada
Saská zahrada (polsky Ogród Saski) je městský park v městském obvodě Śródmieście ve Varšavě.
Původně geometrická francouzská zahrada byla založena v letech 1724–1748 pro krále Augusta II. Silného podle návrhu Matthäuse Daniela Pöppelmanna a Zachariase Longueluna ve spolupráci (od roku 1733) s Carlem Friedrichem Pöppelmannem a Johannem Christophem von Naumannem. Během Kościuszkova povstání v roce 1794 byla zpustošena a v letech 1816–1827 byla podle návrhu Jamese Savage upravena jako anglická krajinářská zahrada. Částečně byla zničena během Varšavského povstání, po válce byla obnovena.
Jedná se o první veřejný městský park ve Varšavě a také v celém Polsku.

## Historie
Zahrada byla založena v letech 1724–1748 pro krále Augusta II. Silného jako francouzská zahrada patřící k Saskému paláci.
Dne 27. května 1727 ji král otevřel veřejnosti. Jednalo se o první veřejný městský park ve Varšavě a také v celém Polsku. V části přiléhající k Saskému paláci byly ponechány dvě malé zahrady pro potřeby královského dvora.
Zahrada se rychle stala velmi oblíbenou. Mohl ji využívat každý, kdo byl slušně oblečen.
V roce 1748 zde August III. Polský postavil Opernhaus (operní dům), první samostatně stojící divadelní budovu v Polsku.
V roce 1847 byl v zahradě postaven Ústav minerálních vod, který navrhl Henryk Marconi.
V 19. století byla zahrada přeměněna na anglický park. Do oploceného areálu nesměli lidé nedbale oblečení nebo pod vlivem alkoholu, Židé v tradičním oděvu a děti do 14 let bez doprovodu. U každé brány zahrady stál policista. V roce 1870 zde byla postavena dřevěná budova Letního divadla. V roce 1899 otevřela Varšavská hygienická společnost v zahradě jedno z prvních dětských hřišť ve městě.
Během obléhání Varšavy v září 1939 byla zahrada zpustošena. Mimo jiné shořela budova Letního divadla. Během německé okupace dostala zahrada název Sächsischengarten. Pro polské obyvatelstvo byla uzavřena 4. května 1942. V dubnu 1945 byl park vyčištěn od min.
V důsledku války bylo mnoho stromů poškozeno. Rostou zde mimo jiné také topoly černé, jilmy, lípy malolisté, dřezovce trojtrnné, jinany dvoulaločné a javory kleny.
V roce 1947 byla v zahradě postavena budova pro školu, která byla v 50. letech 20. století zbourána. Před rokem 1950 byl plot obklopující zahradu odstraněn.